# Hoplitis latifemoralis
Hoplitis latifemoralis is een vliesvleugelig insect uit de familie Megachilidae. De wetenschappelijke naam van de soort is voor het eerst geldig gepubliceerd in 1985 door Wu.